# Nova Russas
Nova Russas es un municipio brasileño del estado de Ceará ubicado en el oeste del estado, ubicado en la microrregión del Sertão de Crateús, mesorregión de los Sertões Cearenses, con una población estimada de más de 31 mil habitantes y tiene una superficie de 742,4 km².

## Etimología
El nombre Nova Russas es una alusión a la ciudad de Russas, lugar de nacimiento del padre Joaquim Ferreira de Castro, primer vicario de la capilla de Nossa Senhora das Graças. Su nombre original era Fazenda Curtume, más tarde Curtume y, desde 1901, Novas Russas. Los ciudadanos de Nova Russas se llaman nova-russenses.